# Zazie Beetz
Zazie Olivia Beetz (tiếng Đức: [ˈzasiː ˈbeːts]) là nữ diễn viên người Mỹ gốc Đức, được biết tới qua sê-ri hài Atlanta (2016–nay, kênh FX).Phim mang về cho cô một đề cử giải Primetime Emmy cho Nữ diễn viên phụ xuất sắc nhất trong sê-ri phim hài. Cô cũng từng tham gia phim truyền hình Easy 2016-2017 cho Netflix ).

## Thời thơ ấu
Beetz sinh ra tại Berlin, Đức. Cha cô người Đức, nhập cư vào Mỹ từ năm 1990, sau sự kiện Bức tường Berlin sụp đổ. Mẹ cô là người Mỹ gốc Phi, sinh ra ở New York.
Năm 2009, cô tốt nghiệp trường nghệ thuật LaGuardia Arts, sau đó theo học Cao đẳng Skidmore. Năm 2013, cô tốt nghiệp bằng tiếng Pháp ở trường này và sau đó chuyển sang Paris sống một năm.

## Danh sách phim

### Điện ảnh
| Năm  | Tên                             | Vai             | Đạo diễn            | Ghi chú                   |
| ---- | ------------------------------- | --------------- | ------------------- | ------------------------- |
| 2013 | The Crocotta                    |                 | Eric Stumpf         | Phim ngắn                 |
| 2014 | Beasts                          | Ally            | Axel Öhman          | Phim ngắn                 |
| 2015 | James White                     |                 | Josh Mond           |                           |
| 2015 | Applesauce                      | Rain            | Onur Tukel          |                           |
| 2015 | Double Bind                     | Baily           | Ted Day             | Phim ngắn                 |
| 2015 | 5th & Palisade                  | Thám tử McBride | Chad Scarborough    | Phim ngắn                 |
| 2016 | Wolves                          | Victoria        | Bart Freundlich     |                           |
| 2016 | MBFF: Man's Best Friend Forever | Ivana           | Tony Ducret         | Phim ngắn                 |
| 2017 | Sollers Point                   | Courtney        | Matthew Porterfield |                           |
| 2017 | Geostorm                        | Dana            | Dean Devlin         |                           |
| 2018 | Dead Pigs                       | Angie           | Cathy Yan           |                           |
| 2018 | Deadpool 2                      | Domino          | David Leitch        |                           |
| 2018 | Slice                           | Astrid          | Austin Vesely       |                           |
| 2019 | Wounds                          | Alicia          | Babak Anvari        |                           |
| 2019 | High Flying Bird                | Sam             | Steven Soderbergh   |                           |
| 2019 | Seberg                          | Dorothy Jamal   | Benedict Andrews    |                           |
| 2019 | Joker                           | Sophie Dumond   | Todd Phillips       |                           |
| 2019 | Lucy in the Sky                 | Erin Eccles     | Noah Hawley         |                           |
| 2019 | Extinct                         | TBA             | David Silverman     | Lồng tiếng, đang sản xuất |
| 2022 | Những kẻ xấu xa                 |                 | Diane Foxington     | Lồng tiếng                |
| 2024 | Joker: Điên có đôi              | Sophie Dumond   | Todd Phillips       |                           |
| TBA  | Nine Days                       | TBA             | Edson Oda           | Hậu kỳ                    |
| TBA  | Still Here                      | Keysha          | Vlad Feier          | Hậu kỳ                    |